# Autoplusia egena
Autoplusia egena är en fjärilsart som beskrevs av Achille Guenée 1852. Autoplusia egena ingår i släktet Autoplusia och familjen nattflyn. Inga underarter finns listade i Catalogue of Life.

## Bildgalleri

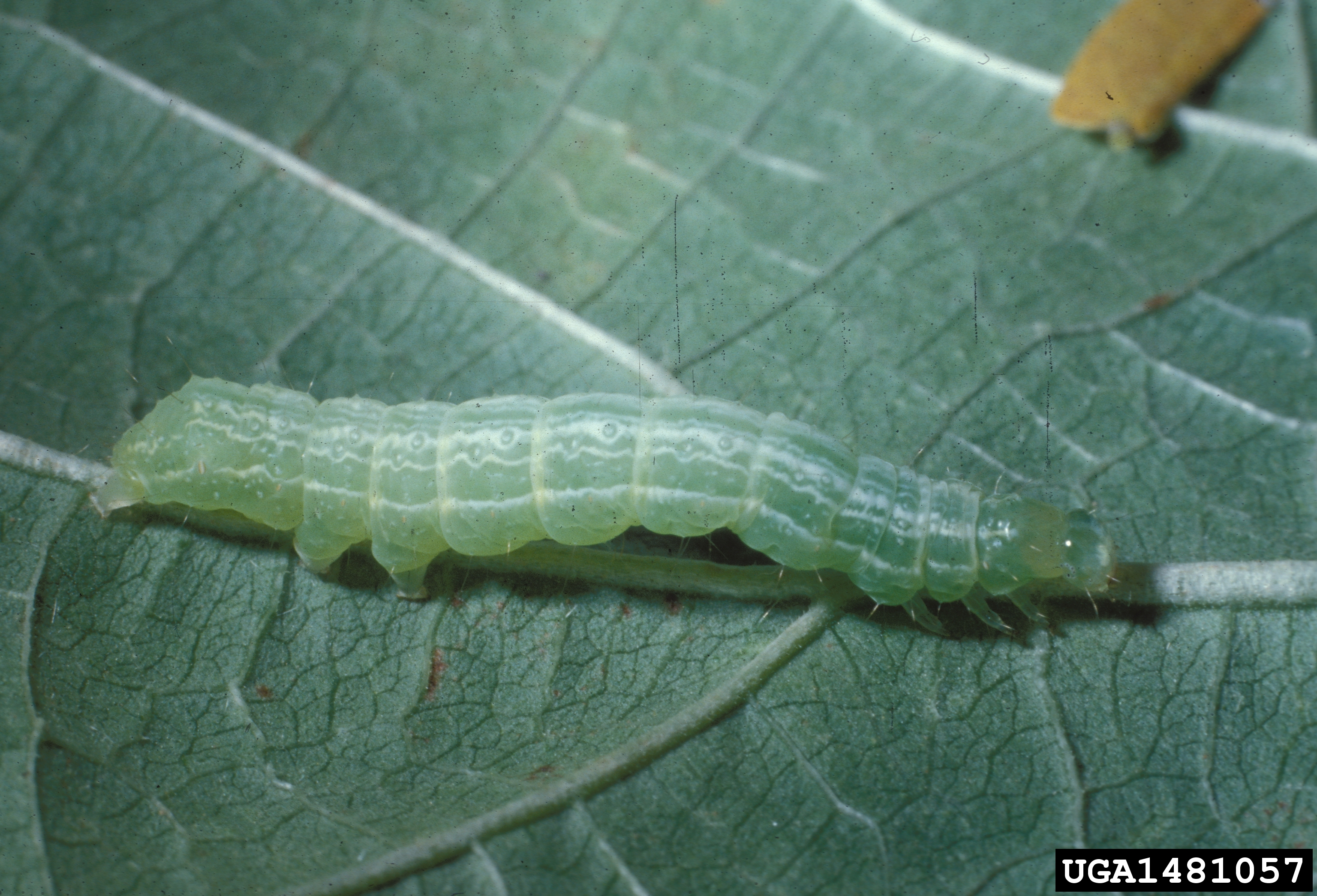